# 5442 Drossart
5442 Drossart este o planetă minoră (asteroid), cu un diametru de 7,436 km, din centura de asteroizi. A fost descoperită pe 12 iulie 1991 la Observatorul Palomar de Henry E. Holt și a fost numită după Pierre Drossart⁠(d). 
Obiectul prezintă o orbită caracterizată de o semiaxă mare de 2,8843559 UAi, o excentricitate de 0,08, o înclinație de 1,48381 ° în raport cu ecliptica.